# 下陆站
下陆站，车站站牌写作老下陆，是位於黄石市下陆區老下陆街道胜利社区的一座鐵路车站。车站位于铁黄线（黄石东线）K3+038处。车站是湖北境内最早修建的火车站之一，始建于1893年，本为大冶运矿铁道上的一座车站。1958年随武九铁路前身武大铁路的完工而自钢厂移交铁路，废站前为货运四等站。主要担负附近厂矿及地方工业产品原料的运输业务。查定本站已随黄石东线废线而关闭。据建筑信息显示，本站内建筑为黄石市第二批历史建筑及黄石市第一批工业遗产。

## 概述

### 厂矿时期
光绪十七年（1891年）3月，清政府聘请德国工程师、采用德国技术，在铁山至石灰窑间开工兴建运矿铁路，全程72华里，沿线设有铁山、盛洪卿、下陆、李家坊、石堡五座车站，本站为其中的中心站。建站初期有股道2条，延长不足200米。在本站周围还设有修理厂以检修在线路上走行的诸类车辆:72，设有自动台秤以称量铁山及狮子山而来装车的铁矿石:98。在甲午战争后，日本创立八幡制铁所，便注目于大冶以作为其生产的资源获取地，遂获得了在大冶铁矿的资源开采权。当时的矿石自铁山及狮子山而来，经过本站到达石灰窑的长江江岸，最后属于中方的资源会被送至汉阳铁厂，属于日方的资源会送至八幡制铁所。:699-700
1923年1月13日，因工资及生活问题造成的工人与矿方矛盾，中国共产党领导大冶铁矿工人（主要以下陆机修厂工人为主）发动下陆大罢工，罢工持续了22天，并最终取得胜利。
抗日战争爆发后的1938年6月，为防止日方开采，汉冶萍公司奉命将铁路全线拆除，并将所有钢轨、枕木等设施悉数沉入长江。日军占领前夕，全线桥梁被炸毁。1938年10月，日军占领附近地区，开采业务由日本制铁株式会社（八幡厂等数座钢铁厂于1934年合并建立之会社）接管，其捞出沉入长江的设施，在半年后的1939年4月将线路恢复完成，本站又开始营运。1945年抗日战争胜利，国民政府接管车站。在黄石业已被解放军占领后的1949年9月，车站交由大冶钢铁厂管理。中华人民共和国成立后，钢厂方面将其扩建为钢厂运输站。

### 路局时期
1958年10月，随着武大铁路的修建，铁黄线与武汉铁路枢纽相联络，车站被移交至铁路。移交路局时，车站有股道4.5条股道，其中一条为冶钢管辖，另有专用线2条。1971年，武大复线开始建设，亦将本站进行扩建，增建站线1条、延长牵出线1条。1975年，原有2条专用线改联络至新下陆站，同年，旧的车站站房停用，在毗邻旧站房的东侧位置修建了拥有200平米面积候车室的新站房。1983年，增加十五冶、黄石物资局2条专用线。1985年，黄石市郊列车停开，旅客发送量急剧下降。至1990年末，本站有股道6条，其中正线1条，有效长628米；到发线2条，有效长分别为628米和581米；货物线1条，有效长204米；货物线兼存车线1条，有效长362米；牵出线1条，长为74米。

## 遺產保護
第一代下陆站站房，在1975年完工的第二代站房西侧，建于1891至1892年间，由当时负责大冶铁道建设的德国工程师锡乐巴设计。其为四坡屋面、砖木结构的单层建筑，外表似中国传统民居，但靠近铁路一侧的柱子则为罗马风格。其在二代站房修建完成后一直闲置，至2013年时建筑状态堪忧。后黄石市政府曾对建筑展开维修，但由于市规划局的维修方案未审批通过，最终工程搁浅。2014年，《楚天金报》连续三天针对老下陆火车站站房的保护和利用问题进行了报道，引起了黄石市府的重视。最终至2017年，下陆区政府与黄石市文物局方才耗时28天将旧站房修复。11月26日工程告成。2019年1月3日，黄石市政府定车站为第一批黄石市工业遗产。2019年1月30日，黄石市政府定车站为第二批黄石市历史建筑。2021年，下陆区政府规划将本站及附近废弃的黄石东线打造铁路文化记忆博览馆并列入下陆区文化旅游“十四五”规划项目，预计2023年开工。

## 图集
- 车站站牌，可见背后的第一代站房及工业遗产铭牌
- 废弃的车站站场
- 第二代站房上的车站名